# Cosmarium cymatopleurum
Cosmarium cymatopleurum là một loài Song tinh tảo trong họ Desmidiaceae, thuộc chi Cosmarium.